# Dinkelland (FFH-Gebiet)
Das Fauna-Flora-Habitat-Gebiet Dinkelland liegt in der niederländischen Provinz Overijssel. Das 5,3 km² große Schutzgebiet gehört zum europäischen Schutzgebietsnetz Natura 2000. Es umfasst hauptsächlich den Fluss Dinkel und einige seiner Zuflüsse von der deutsch-niederländischen Grenze bei Gronau bis Beuningen.
Das Gebiet grenzt im Westen an das FFH-Gebiet Landgoederen Oldenzaal. Es wurde im Jahr 2000 als Vogelschutzgebiet ausgewiesen und im Jahr 1998 als FFH-Gebiet vorgeschlagen. 2004 erfolgte die Bestätigung als Gebiet gemeinschaftlicher Bedeutung (SCI) und 2013 die Ausweisung als Besonderes Erhaltungsgebiet (SAC).

## Schutzzweck

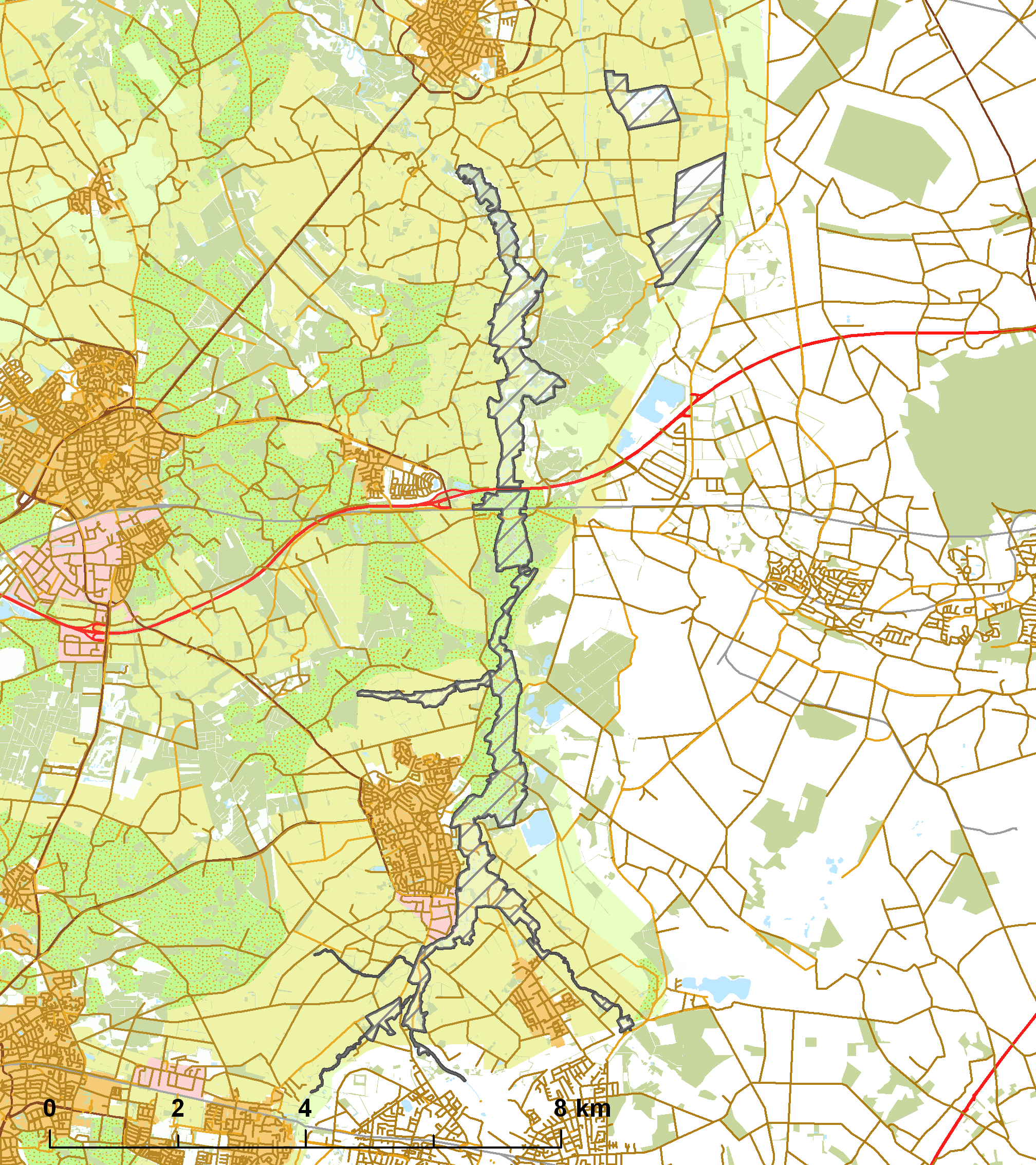
Karte des Schutzgebiets (schraffiert)

### Lebensraumtypen
Folgende Lebensraumtypen nach Anhang I der FFH-Richtlinie kommen im Gebiet vor; prioritäre Lebensraumtypen sind mit * gekennzeichnet:
| EU Code | * | Lebensraumtyp (offizielle Bezeichnung)                                                                                            | Fläche (ha) |
| ------- | - | --- | ----------- |
| 2310    |   | Trockene Sandheiden mit Calluna und Genista                                                                                       | 0,23        |
| 2330    |   | Dünen mit offenen Grasflächen mit Corynephorus und Agrostis                                                                       | 0,03        |
| 3130    |   | Oligo- bis mesotrophe stehende Gewässer mit Vegetation der Littorelletea uniflorae und/oder der Isoëto-Nanojuncetea               | 1,06        |
| 3160    |   | Dystrophe Seen und Teiche | 0,23        |
| 4010    |   | Feuchte Heiden des nordatlantischen Raumes mit Erica tetralix                                                                     | 18,3        |
| 4030    |   | Trockene europäische Heiden | 47          |
| 5130    |   | Formationen von Juniperus communis auf Kalkheiden und -rasen                                                                      | 0,09        |
| 6120    | * | Trockene, kalkreiche Sandrasen | 0,4         |
| 6230    | * | Artenreiche montane Borstgrasrasen (und submontan auf dem europäischen Festland) auf Silikatböden                                 | 0,04        |
| 6410    |   | Pfeifengraswiesen auf kalkreichem Boden, torfigen und tonig-schluffigen Böden (Molinion caeruleae)                                | 5,11        |
| 7140    |   | Atlantische Salzwiesen (Glauco-Puccinellietalia maritimae)                                                                        | 0,01        |
| 7150    |   | Torfmoor-Schlenken (Rhynchosporion)                                                                                               | 1,75        |
| 7230    |   | Kalkreiche Niedermoore | 0,43        |
| 9120    |   | Atlantischer, saurer Buchenwald mit Unterholz aus Stechpalme und gelegentlich Eibe (Quercion robori-petraeae oder Ilici-Fagenion) | 16          |
| 9160    |   | Subatlantischer oder mitteleuropäischer Stieleichenwald oder Sternmieren-Eichen-Hainbuchenwald (Carpinion betuli)                 | 0,49        |
| 9190    |   | Alte bodensaure Eichenwälder auf Sandebenen mit Quercus robur                                                                     | 0,47        |
| 91D0    | * | Moorwälder | 0,13        |
| 91E0    |   | Auen-Wälder mit Alnus glutinosa und Fraxinus excelsior (Alno-Padion, Alnion incanae, Salicion albae)                              | 40,7        |

### Arteninventar
Folgende Arten von gemeinschaftlichem Interesse sind für das Gebiet gemeldet:
| EU Code | * | Art          | wissenschaftlicher Name | Artengruppe           |
| ------- | - | ------------ | ----------------------- | --------------------- |
| 1163    |   | Groppe       | Cottus gobio            | Fische und Rundmäuler |
| 1096    |   | Bachneunauge | Lampetra planeri        | Fische und Rundmäuler |
| 5339    |   | Bitterling   | Rhodeus amarus          | Fische und Rundmäuler |